# Metilglioxal
El metilglioxal o MGO es un compuesto muy reactivo, de naturaleza dicarbonílica que se forma en el cuerpo humano como subproducto de la glucólisis, Es usado como reactivo de síntesis en la industria, como saborizante y como bronceador.(1)(2)

## Características
Descripción física: Líquido amarillo viscoso de color amarillo claro con un olor acre. Vapores de color verde amarillento. Débilmente ácido al tornasol. es higroscópico
log Kow = -1.50
Descomposición: al calentarse libera humo irritante y acierto. (2)

## Bioquímica
Durante la glucólisis, el metabolismo de la cetona o el catabolismo de la treonina, se forma el MGO como subproducto, que es un potente glicante, pudiendo reaccionar con las proteínas a través de una serie de reacciones en cadena conocidas como la Reacción de Maillard produciendo fructosamidas que con unas reacciones adicionales forman aductos estables llamados “productos finales de glicación avanzada” o AGEs, estos se pueden producir también de manera más rápida si el MGO reacciona directamente con los nucleótidos, los fosfolípidos o las proteínas.
Estas sustancias si se acumulan provocan el llamado “estrés del dicarbonilo”, en el cual la célula experimenta unos daños que varían en gravedad según la cantidad de susrtancias acumuladas: proteínas mal plegadas, daño a la bicapa lipídica, estrés oxidativo, disfunción mitocondrial, inactivación enzimática, activación del sistema inmune e incluso apoptosis o muerte celular, además se ha visto la impliacion de estos procesos en enfermedades como la diabetes, la insuficiencia real, la hipertensión arterial, el envejecimiento y el cáncer.
Para evitar esto el cuerpo cuenta con enzimas que sirven como protección ya que detoxifican al organismo del MGO, las enzimas más importantes en este proceso son las glicolasas, las cuales transforman el MGO en el hemitioacetal correspondiente utilizando glutatión como cofactor, se encuentran en todos los tejidos de todos los seres, sobre todo en el citosol aunque hay algunas que se localizan en la mitocondria. Estas enzimas son 2: la glicosilasa I y la glicosilasa II, el MGO es sustrato de la metilglicosilasa I. Hay otras rutas capaces de detoxificar el MGO como el aldehído-deshidrogenasa o la aldo-keto-reductasa-dependiente de NADPH pero son menos importantes.(3)(4)

## Utilidad como biomarcador
El metilglioxal se encuentra elevado siempre que haya un elevado estrés oxidativo o cualquier otro proceso donde haya daño celular más elevado como ocurre en algunas patologías como la diabetes, el cáncer o el propio envejecimiento fisiológico. El sistema enzimáticode la glioxilasa sufre una inducción enzimática cuando hay elevadas concentraciones del aldehído, por tanto la sobreexpresión de la glioxilasa I nos refleja los diferentes procesos patológicos, indicándonos, entre otros, el estado de cualquier tipo de cáncer. (5) (6)

## Propiedades terapéuticas
A pesar de todos los procesos fisiopatológicos que puede producir, el metilglioxal a concentraciones muy bajas tiene diversas aplicaciones terapéuticas.
Tiene utilidad para distintos tipos de bacterias como los estafilococos y además contra el estafilococo áureo resistente a la meticilina, el cual resiste a prácticamente todos los antibióticos.
También es eficaz contra la bacteria responsable de la mayoría de úlceras de estómago y duodeno, la Helicobacter pylori. Además el metilglioxal tiene utilidad para la acidez estomacal o la hernia de hiato.
Asimismo también tiene utilidad en patologías menores ya que se usa en la prevención de caries, aftas y dolor de garganta. Igualmente por vía tópica tiene un efecto positivo para la cicatrización de heridas, quemaduras y picaduras de insectos. (1)

## Toxicidad
La toxicidad, sobre todo la crónica viene derivada de la capacidad del MGO de producir AGES, Estos productos que se forman pueden contribuir al envejecimiento y al agravamiento de algunas enfermedades degenerativas como pueden ser diabetes (de hecho, los diabéticos tienen niveles de metilglioxal más elevados), arteriosclerosis o alzheimer.Para formar esto AGEs el metilglioxal interacciona con los grupos aminos de la lisina y la arginina, y con los grupos tioles de la cisteína. El tóxico además tiene una alta especificidad sobre la Hsp27, produciendo una modificación postransduccional que confiere la capacidad metastática a la células de los procesos cancerosos. (7) (5)
También se han descrito procesos tóxicos in vitro derivados del trastorno en el transporte del cobre, esto se debe a la ceruloplasmina, que en presencia de altas dosis de MGO aumenta su movilidad en electroforesis, esto indica que se aumenta la formación de agregados de esta proteína, afectando al transporte de cobre.(2)